# Charoblemma opisthomela
Charoblemma opisthomela är en fjärilsart som beskrevs av Dyar 1914. Charoblemma opisthomela ingår i släktet Charoblemma och familjen nattflyn. Inga underarter finns listade i Catalogue of Life.